# 中村泰久
中村 泰久（なかむら やすひさ、1947年10月9日 - ）は、日本の天文学者。北村正利に師事した。理学博士。
専門は天体物理学、特に近接連星系の研究であり、最近の主なテーマとしては食連星の測光観測や斑点を考慮した光度曲線解析などが挙げられる。
福島大学では天文学、理科教育法などを担当。中村の門下生には鳴沢真也（兵庫県立大学）がいる。

## 経歴
- 福岡県に生まれる
- 1971年：東北大学理学部天文学科卒業、同大学大学院に進学。
- 1981年：東京都立駒場高等学校教諭。公立高校教員（地方公務員）となる（後に退職）。
- 1988年：福島大学教育学部助教授
- 1996年：福島大学教育学部教授
- 2005年：福島大学人間発達文化学類教授

2005年4月より福島大学人間発達文化学類長、2008年4月より福島大学理事・副学長（教育担当）などを歴任。

## 主な著書
- 『天文の事典』（共著）朝倉書店、2003年
- 現代天文学第７巻『恒星』（共著）日本評論社、2009年